# Lakeview (Alabama)
Pour les articles homonymes, voir Lakeview.

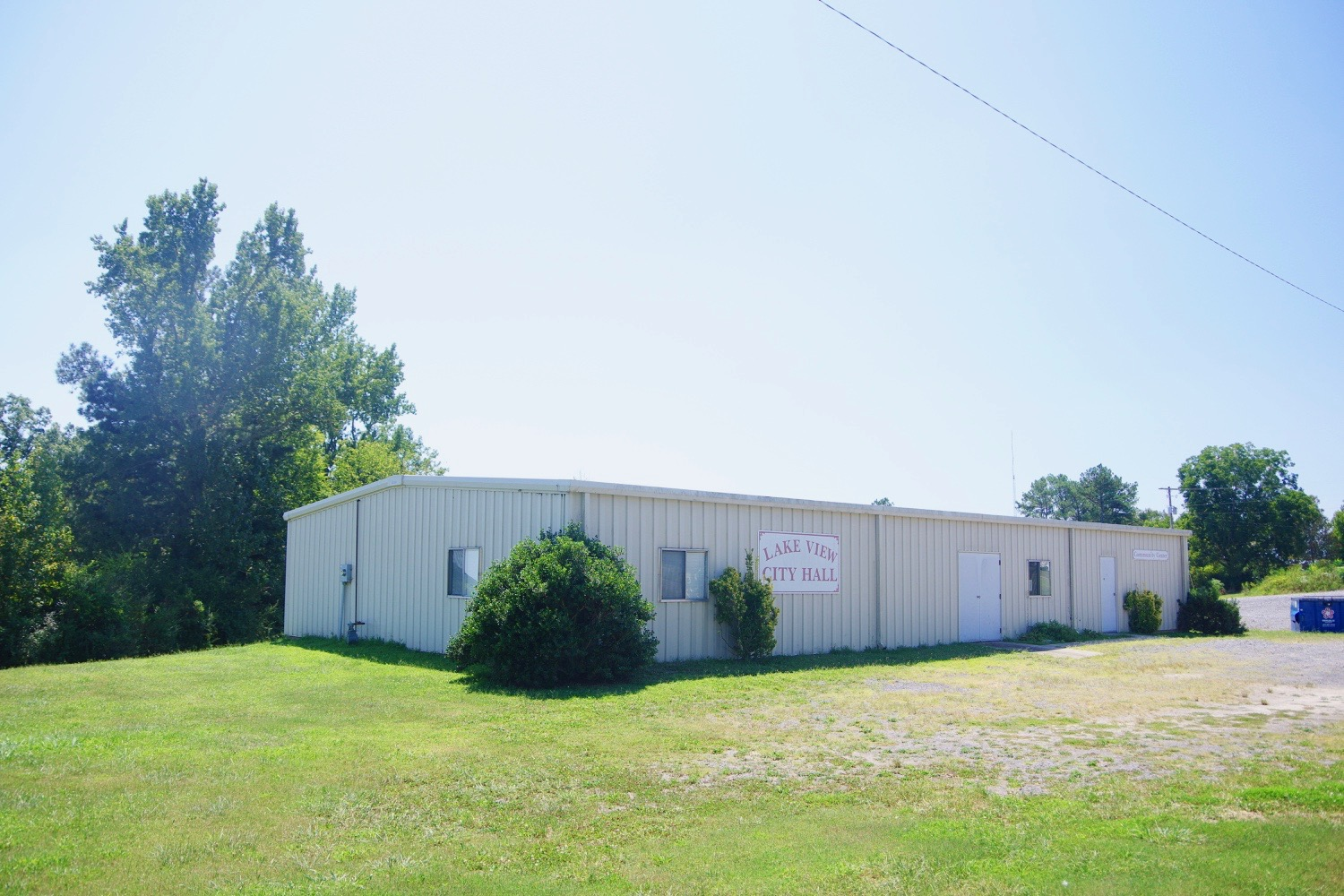
Hôtel de ville de Lakeview

Lakeview est une municipalité américaine située dans le comté de DeKalb en Alabama.
Selon le recensement de 2010, sa population est de 143 habitants. La municipalité s'étend sur 0,63 milles carrés (1,63 km2).
Incorporée en 1968, la localité doit son nom à sa situation géographique à proximité d'un lac.

## Démographie
| 1970 | 1980 | 1990 | 2000 | 2010 | - |
| ---- | ---- | ---- | ---- | ---- | - |
| 13   | 441  | 166  | 163  | 143  | - |